# STS-119
STS-119  foi uma missão da NASA, realizada pelo ônibus espacial Discovery, com a finalidade de terminar a instalação dos painéis solares da Estação Espacial Internacional.
Esta foi a missão 15A para a construção da Estação Espacial Internacional, sendo a 28ª missão para a estação e o 125º voo de um ônibus espacial. O lançamento ocorreu em 15 de março de 2009 

## Tripulação
| Posição                  | Astronauta        | Duração          | Pousou na |
| ------------------------ | ----------------- | ---------------- | --------- |
| Comandante               | Lee Archambault   | 12d 19h 29m 41s  | STS-119   |
| Piloto                   | Dominic Antonelli | 12d 19h 29m 41s  | STS-119   |
| Especialista de missão 1 | John Phillips     | 12d 19h 29m 41s  | STS-119   |
| Especialista de missão 2 | Steven Swanson    | 12d 19h 29m 41s  | STS-119   |
| Especialista de missão 3 | Joseph Acaba      | 12d 19h 29m 41s  | STS-119   |
| Especialista de missão 4 | Richard Arnold    | 12d 19h 29m 41s  | STS-119   |
| Engenheiro de voo 5      | Koichi Wakata     | 137d 15h 04m 23s | STS-127   |

### Trazido da ISS
| Posição           | Astronauta    | Duração          | Lançou na |
| ----------------- | ------------- | ---------------- | --------- |
| Engenheira de voo | Sandra Magnus | 133d 18h 17m 47s | STS-126   |

## Objetivos

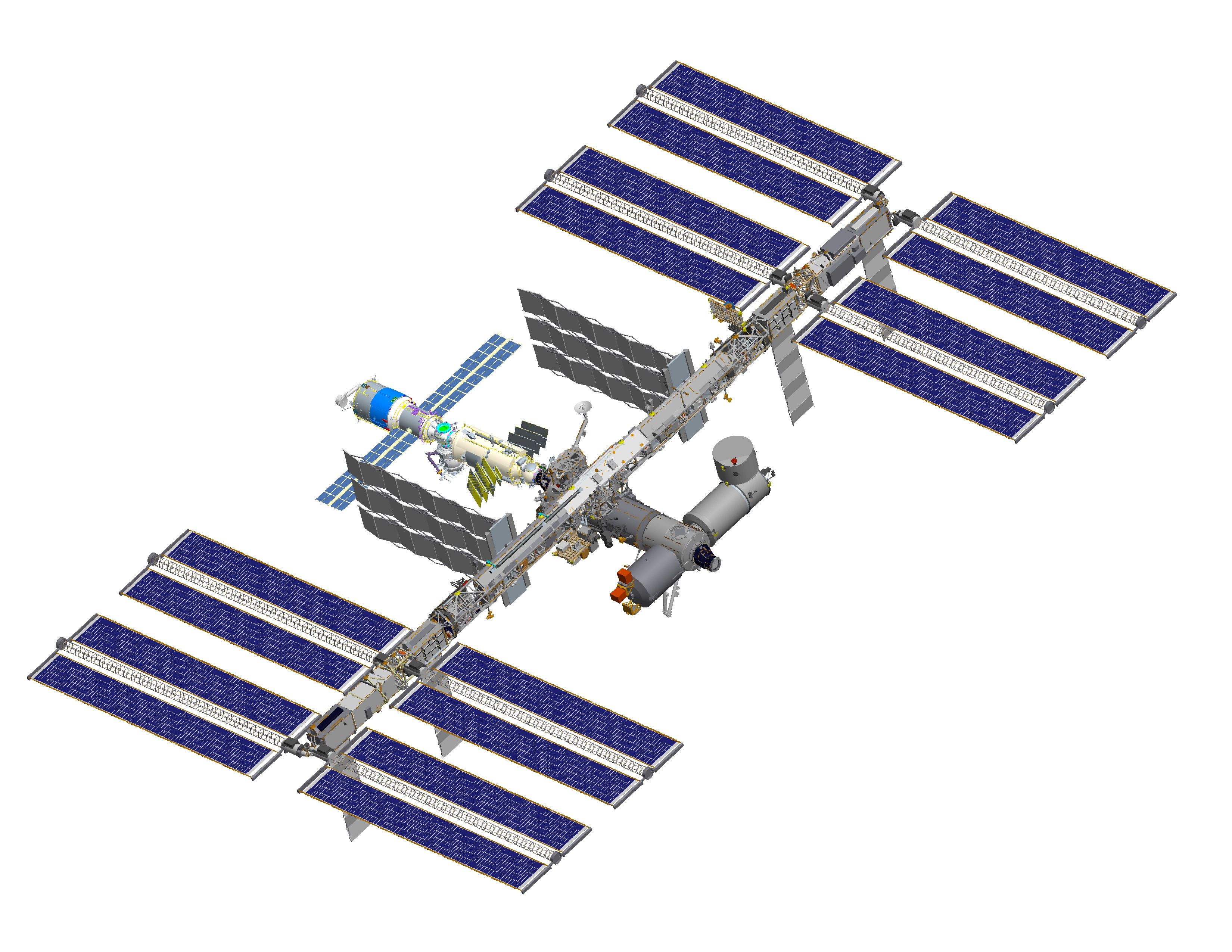
Configuração da ISS após a Missão STS-119

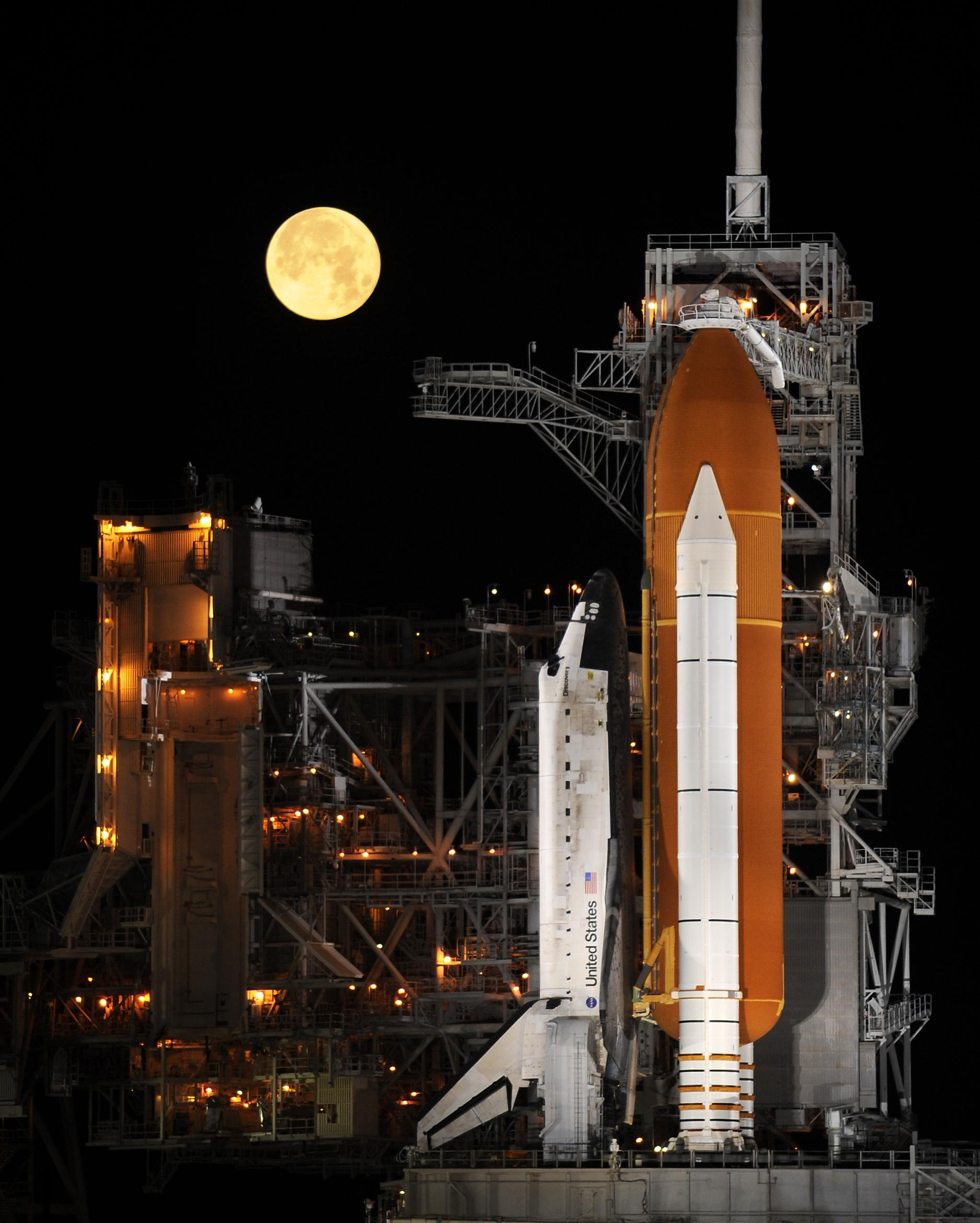
O Discovery na Plataforma 39A

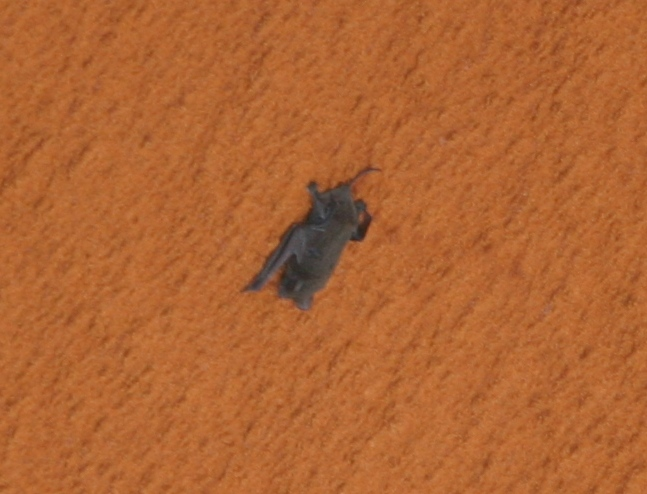
O Morcego agarrado ao Tanque Externo

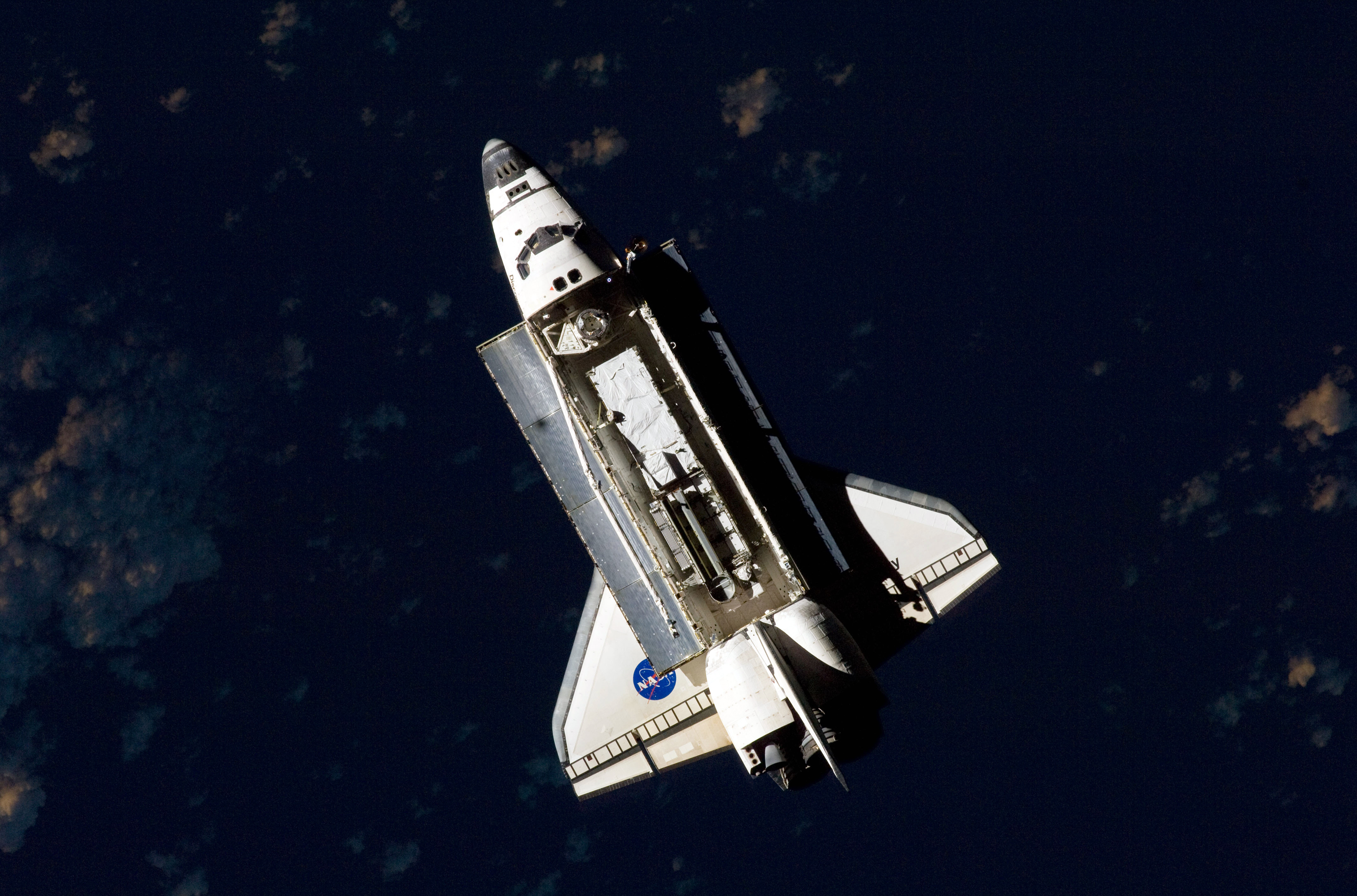
O Discovery fotografado pela tripulação da ISS

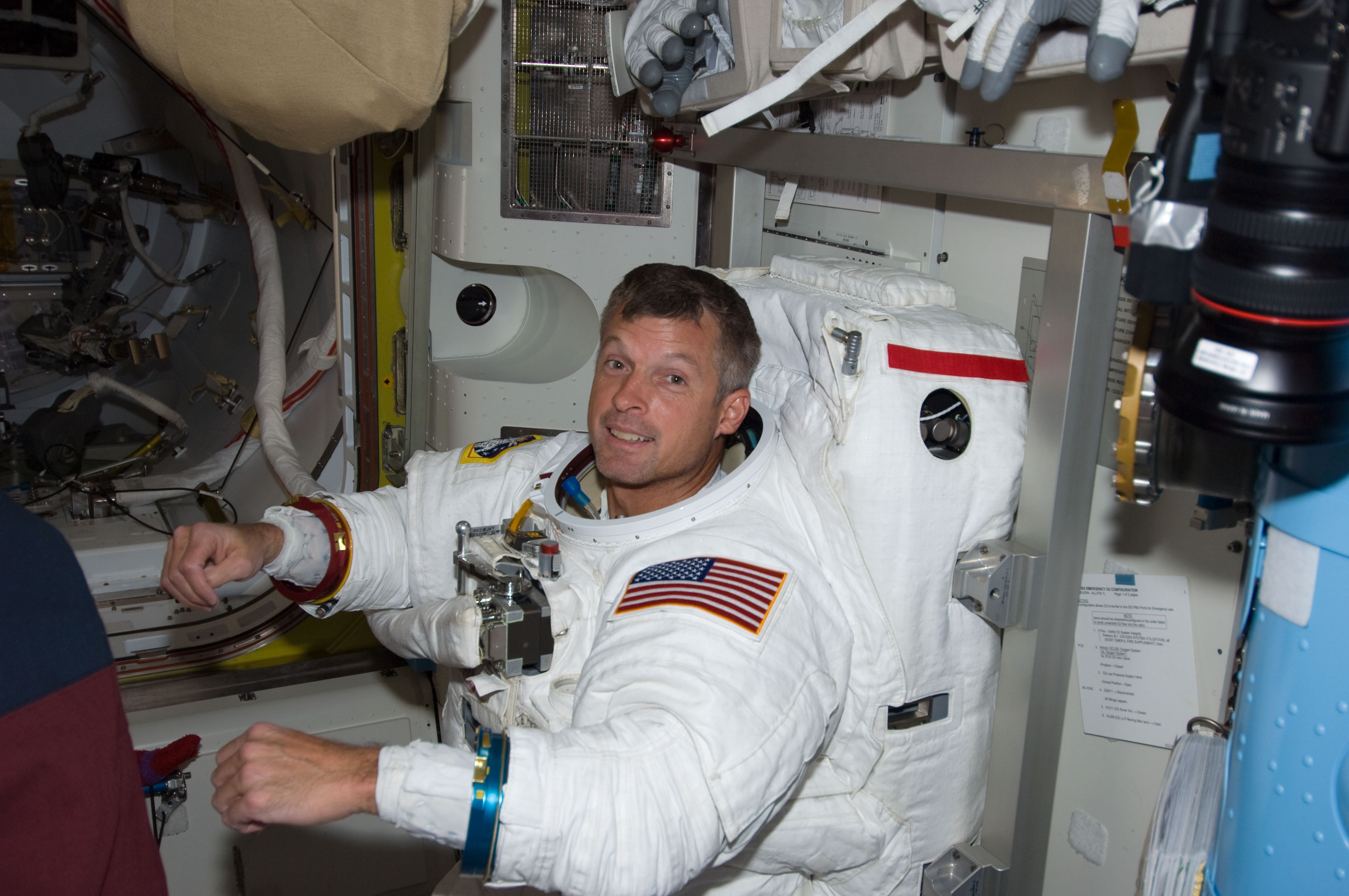
Swanson após a segunda caminhada espacial

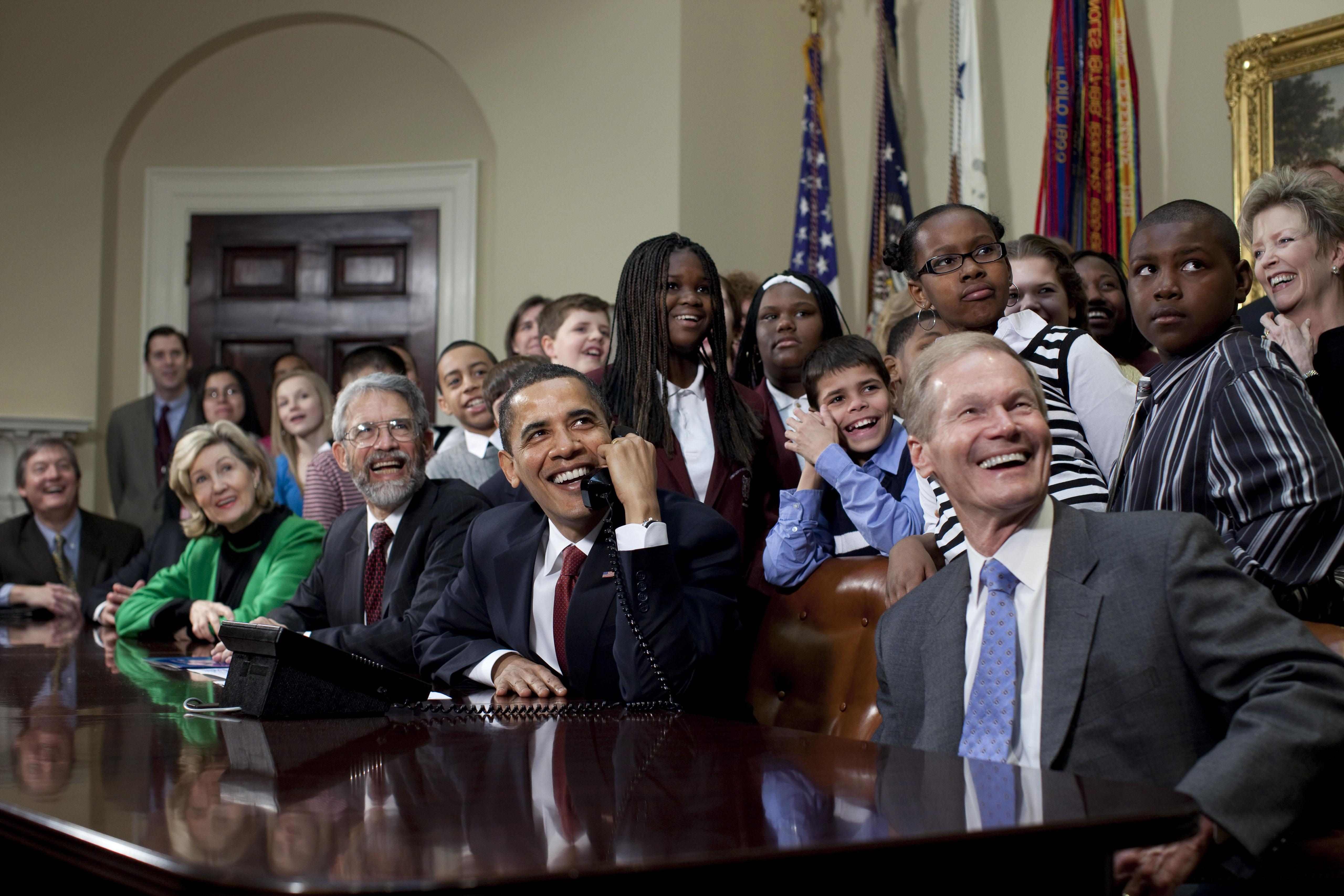
Barack Obama conversa com os astronautas

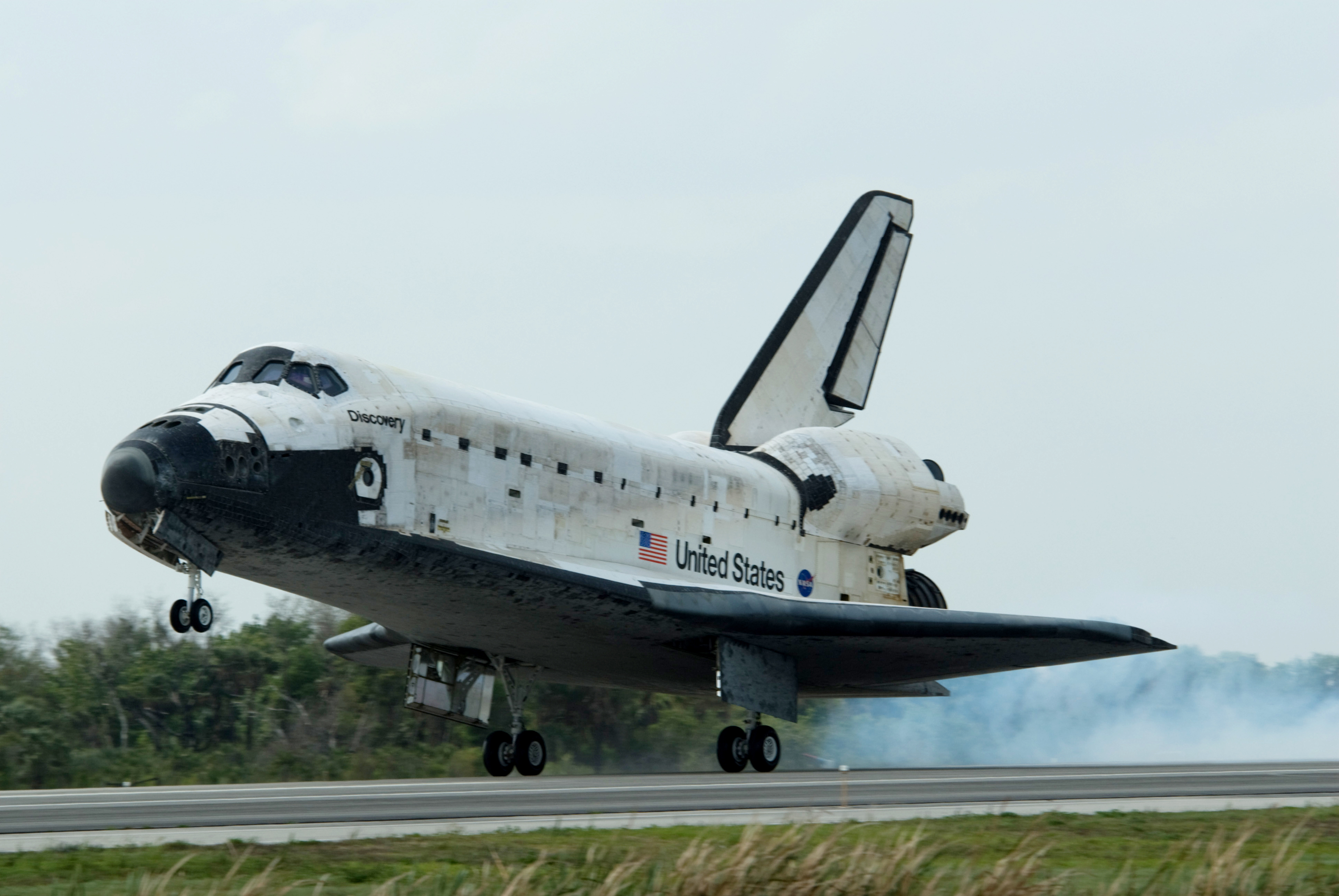
O Discovery pousa na Flórida

O principal objetivo programado para a STS-119 é instalar o último conjunto de painéis solares da ISS, bem como novas baterias, finalizando a montagem do ISS Truss. Após a conclusão da missão, a Estação Espacial estará apta a ter uma tripulação permanente ampliada de três para seis astronautas.

## Dia a dia
15 de Março - Domingo
O ônibus espacial Discovery decolou com sucesso em direção à Estação Espacial Internacional, o céu estava limpo e o lançamento ocorreu ao anoitecer, sendo o 36º voo do Discovery. Após entrar em órbita os astronautas abriram as portas do compartimento de carga, acionaram a antena da Banda Ku e testaram o braço robótico da nave.
16 de Março - Segunda-feira
É realizado a checagem no escudo térmico da espaçonave, feito com o braço robô do Discovery e analisando também imagens de vídeo, com a braço robótico também foi feita uma inspeção nas asas e no nariz usando um scanner a laser. Foi constatado que o módulo orbital estava em excelente estado e após uma análise inicial da telemetria do lançamento, o hidrogênio e o controle de fluxo válvulas foram executados conforme o esperado, sem nenhum problemas aparente.
17 de Março - Terça-feira
O Discovery acoplou à Estação Espacial Internacional às 21h19min UTC. As escotilhas foram abertas às 23h09min UTC, o desembarque dos tripulantes do ônibus espacial se deu no módulo Harmony. Pela primeira vez um astronauta japonês  passou a integrar a tripulação permanente da ISS, Koichi Wakata substituirá Sandra Magnus, que está na estação desde novembro de 2008.
18 de Março - Quarta-feira
A NASA informou ter detectado, através de fotos, a presença de um morcego agarrado ao tanque externo da nave, momentos antes do lançamento. Especialista em vida selvagem disseram que o animal parecia estar com a asa esquerda quebrada e com algum problema no pulso ou ombro direito, acredita-se que ele tenha morrido rapidamente durante a rápida subida do Discovery até a órbita terrestre.
Os astronautas, com o auxílio do braço robô, moveram o segmento S6 do compartimento de carga da espaçonave, dando início aos trabalhos de instalação do último conjunto de painéis solares da ISS.
19 de Março - Quinta-feira
Os astronautas Steven Swanson e Richard Arnold iniciaram a primeira caminhada espacial às 17h16min UTC, três minutos depois do que estava previsto segundo informações da TV da agência espacial americana. Swanson, que esteve em sua terceira caminha espacial ao contrário de Arnold que fez a sua primeira, teve que usar uma fita vermelha para ser diferenciado pelas câmeras da NASA que acompanham ao vivo os trabalhos.
Dentre as principais tarefas, eles fixaram à estrutura do ISS Truss a viga S6 à qual está unido o par de antenas solares, o último grande elemento que será instalado na estação, além de darem início aos preparativos para a fixação dos novos painéis solares. No total a caminhada espacial durou 6 horas e 7 minutos e terminou às 23h23 UTC.
20 de Março - Sexta-feira
John Phillips realizou a operação de posicionamento dos painéis do quarto e último par de antenas solares da ISS, os trabalhos duraram cerca de cinco horas, e quando se tinha colocado 49% do painel, a operação parou para permitir que o Sol aquecesse os componentes, a fim de impedir que os materiais, dobrados como um acordeão, "colassem".
A antena é formada por dois painéis, compostos por 32.800 células, que medem 35 metros de comprimento e 11,58 metros de largura cada um. Depois de ativada, esta que é a última grande estrutura da estação orbital, terá uma aumento de energia disponível para a ISS, que passará dos atuais 90 para 120 quilowatts.
21 de março - Sábado
Os astronautas Swanson e Joseph Acaba tiveram problemas ao instalar um transportador de cargas no segmento P3 do ISS Truss durante a segunda caminha espacial que teve início às 16h51min UTC. Um pino dificultou a fixação deste novo equipamento que servirá no futuro para armazenar cargas e insumos no exterior da estação espacial.
Swanson instalou uma antena de Sistema de Posicionamento Global (GPS) no laboratório japonês Kibo. O GPS será utilizado para a acoplagem do cargueiro japonês HTV, planejado para setembro, e entre outros trabalhos também foram retiradas as baterias do segmento P6 da ISS que serão substituídas em Junho. No total a caminha durou 6h30min terminando às 23h21min UTC.
22 de março - Domingo
O astronautas iniciaram os preparativos para a terceira e última caminha espacial, dentro os quais manobras preventivas na Estação Espacial Internacional para mantê-la suficientemente afastada do lixo orbital que se aproximava. Os motores do ônibus Discovery foram usados durante três horas para reduzir a altitude da ISS em 3.300 metros, explicou Bill Jeffs, um dos porta-vozes do Centro Espacial Johnson em Houston, Texas.
Os dejetos, considerados como lixo espacial e que colocavam em risco os trabalhos previstos para o dia seguinte, possuem um pouco mais de 10 centímetros, são oriundos de um foguete chinês lançado em 1999 e que se soltaram em março de 2000.
23 de março - Segunda-feira
Joseph Acaba e Richard Arnold fizeram a terceira e última caminha espacial da missão que durou 6h27min, eles não conseguiram realizar uma das tarefas que era desbloquear o mecanismo de acoplamento de uma plataforma de carga externa da ISS bem como instalar o sistema auxiliar não-pressurizado, as razões para o problema não foram conhecidas e a solução foi deixar a tarefa para futuras missões.
Os astronautas no entanto conseguiram com sucesso fazer a manutenção no "Mobile Transporter", um pequeno carro que se movimenta sobre barras de metal ao longo da viga da ISS, além da lubrificação do braço robótico da estação, e também a reconfiguração de alguns cabos que fornecem energia aos giróscopios da estação.
24 de março - Terça-feira
Os dez astronautas a bordo do ônibus espacial Discovery e da Estação Espacial Internacional conversaram com o presidente Barack Obama através de vídeo chamada que durou quase 30 minutos. No Salão Roosevelt da Casa Branca, Obama esteve acompanhado por parlamentares, entre eles o ex-astronauta e senador Bill Nelson, além de alguns estudantes de Washington, D.C..
Obama falou com os astronautas através de um telefone, descontraído e muito curiso fez várias perguntas relacionadas à falta de gravidade no espaço, além de brincar com os tripulantes e arrancar muitas risadas dos alunos, que por sua vez também tiveram direito de fazer suas perguntas, dentre as quais "Quantas estrelas é possível ver no espaço?" e até "Qual sua rotina de exercício físico?", alguns também quiseram saber o que precisam estudar para se tornarem astronautas e, talvez um dia, explorar o espaço.
25 de março - Quarta-feira
O ônibus espacial Discovery se desacoplou da Estação Espacial Internacional para dar início ao seu retorno à Terra. Os jatos de manobra foram ativados e a nave deu uma volta no complexo para ser fotografada.
26 de março - Quinta-feira
Os astronautas usaram o braço robótico do Discovery para verificar novamente a condição do escudo antitérmico da nave, com um sistema a laser montado na ponta do braço robótico de 15 metros, eles inspecionaram o nariz e as asas do ônibus, cuja temperatura pode superar os 1.600 graus Celsius na hora do retorno à atmosfera, também foram usadas as câmaras e sensores da nave para inspecionar a ponta da asa direita.
27 de março - Sexta-feira
Foram feitos todos os preparativos para o pouso do ônibus espacial Discovery, o comandante Archambault, o piloto Antonelli e o engenheiro de voo Swanson testaram os 44 jatos de direcionamento da nave e verificaram as superfícies móveis usadas para o controle aerodinâmico.
28 de março - Sábado
O Discovery pousou com sucesso no Centro Espacial Kennedy às 19h13min UTC, depois que a NASA se viu obrigada a  mudar os planos de atterisagem devido ao mau tempo que fazia em Cabo Canaveral, na Flórida, atrasando em algumas horas o horário de retorno da nave à Terra.

## Caminhadas espaciais
| EVA # | Astronautas                                                                      | Início (UTC)      | Fim (UTC)         | Duração             |
| ----- | -------------------------------------------------------------------------------- | ----------------- | ----------------- | ------------------- |
| EVA 1 | Steven Swanson Richard Arnold                                                    | 19 de Março 17:16 | 19 de Março 23:23 | 6 horas, 7 minutos  |
| EVA 1 | Instalar o último segmento de painéis solares da ISS                             |                   |                   |                     |
| EVA 2 | Steven Swanson Joseph Acaba                                                      | 21 de Março 16:51 | 21 de Março 23:21 | 6 horas, 30 minutos |
| EVA 2 | Continuar a instalação do último segmento de painéis solares e uma antena de GPS |                   |                   |                     |
| EVA 3 | Joseph Acaba Richard Arnold                                                      | 23 de Março 15:37 | 23 de Março 22:04 | 6 horas, 27 minutos |
| EVA 3 | trabalhar nos elementos robóticos do Dexter e do Canadarm 2                      |                   |                   |                     |

## Hora de acordar
No que se tornou uma tradição nas missões espaciais, é tocada uma música no começo de cada dia, escolhida especialmente por terem uma ligação com algum tripulante ou mesmo com a situação de momento
- Dia 2: "Free Bird" de Lynyrd Skynyrd, tocada para Dominic Antonelli WAV[ligação inativa] MP3[ligação inativa] TRANSCRIPT[ligação inativa]
- Dia 3: "Radio Exercise" de Tokyo Broadcast Children's Choir, tocada para Koichi Wakata WAV MP3 TRANSCRIPT
- Dia 4: "I Walk the Line" de Johnny Cash, tocada para Steven Swanson WAV MP3 TRANSCRIPT
- Dia 5: "Que Bonita Bandera" de Jose Gonzalez, tocada para Joe Acaba WAV MP3 TRANSCRIPT
- Dia 6: "Box of Rain" de Grateful Dead, tocada para John Phillips WAV MP3 TRANSCRIPT
- Dia 7: "In a Little While" de Pilgrim and Trout, tocada para Richard Arnold WAV MP3 TRANSCRIPT
- Dia 8: "Alive Again" de Chicago, tocada para Lee Archambault WAV MP3 TRANSCRIPT
- Dia 9: "Ain't Nobody Here but Us Chickens" de Louis Jordan, tocada para Swanson. WAV MP3 TRANSCRIPT
- Dia 10: "Andrew's Song" de Treestump, tocada para Phillips WAV MP3 TRANSCRIPT
- Dia 11: "Down by the River" de Neil Young, tocada para Antonelli WAV MP3 TRANSCRIPT
- Dia 12: "Enter Sandman" do Metallica, tocada para Acaba WAV MP3 TRANSCRIPT
- Dia 13: "Bright Side of the Road" de Van Morrison, tocada para Arnold WAV MP3 TRANSCRIPT
- Dia 14: "I Have a Dream" do ABBA, tocada para Sandra Magnus WAV MP3 TRANSCRIPT